# Lifaco
Livsmedels Fabrikations Co AB (Lifaco) var ett företag i Stockholm grundat 1939. Verkställande direktör var Kurt Eichenberg (1896–1987).

## Historik
Företaget blev under 1940- och 1950-talen välkänt för en långvarig skattetvist med staten. Kärnfrågan gällde huruvida en av företagets produkter, Lifaco-massa, var att anse som choklad eller inte; choklad låg nämligen under en särskild skatt. Fallet hanterades i domstol flera gånger. Kontrollstyrelsen ansåg att varan var choklad, medan andra institutioner var delade i frågan.
Lifaco tvingades att betala in den särskilda chokladskatten, men fick senare i domstol fastställt att skatten hade tagits ut felaktigt. Lifaco fick så småningom tillbaka hälften av den felaktigt uttagna skatten (35 000 kronor), varför tvisten handlade om huruvida även resterande belopp skulle återbetalas, samt om Lifaco skulle få ersättning för de kostnader de haft för att driva processen.
Den rättsliga tvisten fick stor uppmärksamhet. Efter flera rättsprocesser motionerade en grupp riksdagsledamöter år 1951 att staten skulle betala tillbaka den skatt som, enligt flera experter och lägre domstolar, hade tagits ut felaktigt. Motionen fick inte riksdagens stöd. Dagens Nyheter kommenterade tvisten, som gällde cirka 90 000 kronor, i en lång huvudledare den 5 september 1953. DN skrev bland annat: "Fallet Lifaco är en av de senaste årens alltför många obehagliga "affärer", ett belysande exempel på myndigheternas självsvåld och enskildas svårigheter att få rätt mot en byråkrati som i sin godtycklighet skyddas av en egenmäktig regering".
En andra motion om att kompensera Lifaco väcktes till 1954 års riksdag, som också avslogs, och följdes av en tredje motion i januari 1955 som återigen yrkade att Lifaco borde helt ersättas för den retroaktivt erlagda varuskatten, samt ersättning i skälig utsträckning för sina kostnader att tillvarataga sin rätt. Även denna avslogs i enlighet med statsutskottets utlåtande i november 1955, som dock hade minsta möjliga majoritet med 16 röster mot 14. Kamrarna avslog motionen med 182 röster mot 150 och 21 nedlagda röster.
I december 1955 publicerades ett upprop i Svenska Dagbladet, som sökte stöd till en insamling till Lifacos chef Kurt Eichenberg för "de förluster han lidit och möjliggöra för honom att bygga upp en dräglig ekonomisk existens". Bland undertecknarna fanns flera välkända jurister, politiker och chefredaktörer.
I högerpartiets valfilm inför valet 1956 gavs Lifaco-affären stor plats och dramatiserades kortfattat som ett avskräckande exempel på det rådande politiska styret, där dryga representanter för överhet och byråkrati osmidigt försvårade tillvaron för den fria företagsamheten.
I juni 1961 avslog Regeringsrätten företagets begäran om resning i målet. Tvisten hade då pågått i 19 år.

## I populärkulturen
Företaget finns nämnt i en av Karl Gerhards kupletter, Axlarna ska slutta där en av stroferna innehåller bönder och såssar / alla hämningar lossar / de gemensamt oss mjölkar à la Lifaco.